# Anton von Lucke
Anton von Lucke (* 30. September 1989 in Hamburg) ist ein deutscher Schauspieler. 

## Leben und Karriere
Seine Mutter ist die Fotografin und Filmregisseurin Ulrike Pfeiffer (Werner Nekes. Das Leben zwischen den Bildern, 2017), sein Vater der Filmkameramann Philipp von Lucke.
Von 2011 bis 2015 absolvierte Anton von Lucke eine Schauspielausbildung an der Hochschule für Schauspielkunst „Ernst Busch“ in Berlin. In der Spielzeit 2015/16 war von Lucke Ensemblemitglied am Deutschen Theater in Göttingen. In der Spielzeit 2016/17 gastierte Anton von Lucke in Göttingen in der Produktion Die Tragödie von Romeo und Julia als Romeo.
Seine erste Filmrolle hatte von Lucke als „Frantz“ im gleichnamigen Film von François Ozon (2016), der auf dem Filmfest Venedig 2016 Weltpremiere hatte.
2017 übernahm Anton von Lucke die Rolle des „Stephan Jänicke“ in der Krimiserie Babylon Berlin.
Von Lucke lebt in Berlin.

## Filmografie
- 2016: Frantz
- 2017: Babylon Berlin (Fernsehserie, 12 Folgen)
- 2018: Tatort: Familien
- 2018: Polizeiruf 110: Crash
- 2019: Golden Twenties
- 2020: Tödliche Geheimnisse
- 2020: Bad Banks
- 2020: Tatort: Das perfekte Verbrechen
- 2020: Ziemlich russische Freunde
- 2021: Große Freiheit
- 2021: The Mopes (TNT Comedy)
- 2022: Alma und Oskar
- 2022: Im Westen nichts Neues
- 2023: Die nettesten Menschen der Welt
- 2024: Nebelkind – The End of Silence
- 2025: Levi Strauss und der Stoff der Träume (4-Teiler)
- 2025: Chaos und Stille